# Jorge Ángel Saldía Pedraza
Jorge Ángel Saldía Pedraza OP (ur. 13 sierpnia 1968 w Buena Vista-La Arboleda) – boliwijski duchowny rzymskokatolicki, biskup Tarija od 2019.

## Życiorys
Święcenia kapłańskie przyjął 25 maja 2001 w zakonie dominikanów. Pracował głównie w sanktuarium maryjnym w Santa Cruz de la Sierra. Był także m.in. wikariuszem boliwijskiej wiceprowincji i wikariuszem biskupim archidiecezji Santa Cruz de la Sierra dla rejonu Cotoca.
25 marca 2014 został mianowany biskupem pomocniczym archidiecezji La Paz ze stolicą tytularną Phelbes. Sakry biskupiej udzielił mu 5 czerwca 2014 abp Edmundo Abastoflor Montero.
11 października 2019 otrzymał nominację na biskupa diecezji Tarija.